# 디트리히 피셔디스카우

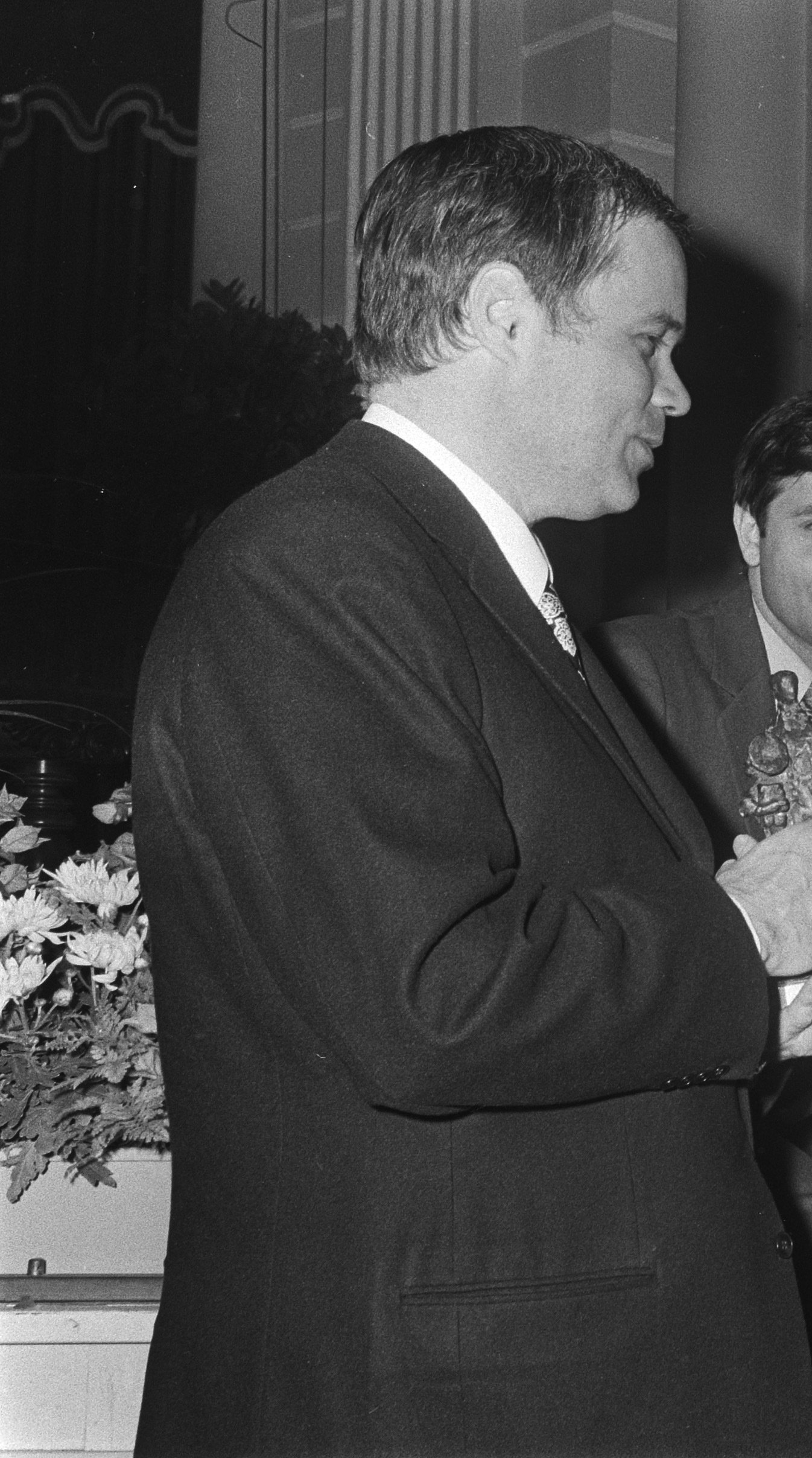
피셔 디스카우의 옆모습

디트리히 피셔디스카우(Dietrich Fischer-Dieskau, 1925년 5월 28일 ~ 2012년 5월 18일)는 독일의 바리톤 가수이다. 슈베르트의 가곡 등으로 유명하다. 2005년 폴라음악상을 수상하였다.
20세기 세계 최고의 바리톤으로서 활약한 베를린 태생의 가수이다. 고등학교 교장이자 테너인 아버지와, 피아니스트 어머니 아래에서 자라, 11세 때 지휘 콩쿠르에 입상. 15세 때에는 《바흐의 칸타타에 관하여》라는 논문을 발표하였다. 라이즈너의 노래를 들은 후로는 가수가 되기를 결심하여 베를린 고등음악학교에서 헤르만 바이젠보른에게 사사하였으나 제2차대전이 일어나 독일 국방군으로 참전하여 이탈리아 전선에서 포로로 잡혀 미국의 포로로 2년을 보냈다. 1947년에 베를린 리아스 방송국에서 녹음한 《겨울의 여행》이 널리 알려져 다음해 베를린 시립가극장과 계약하였으며 많은 곡 중 특히 피가로와 볼프람에 성공하였다. 1950년에 에든버러 음악제에서 오토 클렘퍼러의 지휘로 《대지의 노래》를, 브루노 발터《독일 레퀴엠》을 불렀고, 1951년의 잘츠부르크 음악제에서는 빌헬름 푸르트벵글러의 지휘로 《죽은 아기를 그리는 노래》를 공연. 이 녹음은 명연으로서 레코드에 남아 있다. 1955년에 바이로이트에 출연한 이후 전 세계에 걸쳐 활약하였으며, 특히 독일 가곡의 분야에서는 그를 따를 사람이 없을 정도이다.

## 생애
독일 베를린에서 태어났고 부모는 아마추어 음악가였다. 처음에는 테너를 지망했으나 음성이 바리톤으로 변하여 베를린고교에 입학하면서부터 게오르크 발터를 스승으로 하여 바리톤을 배웠다. 1943년 1월 졸업 후 고향에서 가곡 가수로 데뷔했으며 이듬해 베들린음대에서 퀸터 바이젠보른에게 사사하던 중 2차 세계대전에 참전하게 된다. 이탈리아에서 포로가 되어 2년 동안 미 포로수용소에서 생활하였다. 전쟁이 끝나자 프라이부르크에서 브람스의 《독일 레퀴엠》에 출연하여 널리 알려졌다. 1948년부터 베를린시립오페라의 가수가 되었다. 오페라. 가곡. 성가 등에서 두루 명반을 남겼으며 난해한 현대 가곡의 초연을 맡거나 음악 저술 및 후진 양성에도 큰 기여를 하였다.
2012년에 노환으로 사망하였다.

## 저서
- 《리트, 독일예술가곡》(홍은정 역, 포노, 2015). 한국어판. 《Das deutsche Klavierlied》(2012)를 한국어로 옮긴 책.